# ブラック・レポート
ブラック・レポート（Black report）は1980年に英国保健社会保障省（現在の英国保健省）により公表された、サー・ダグラス・ブラックが議長を務めた健康格差についての専門委員会による報告書である。ブラック・レポートは、英国は福祉国家論の導入以来、全体としての健康は改善されているが、健康格差は拡大していることを示した。これらの格差の大きな要因は貧困であること、そしてこれらの格差への取り組みとは上層階層と下層階層の格差の緩和に他ならない、ということを示した。
ブラック・レポートは1970年代の労働党 (イギリス)により委託された。しかし、それは1980年代の保守党 (イギリス)政権（マーガレット・サッチャー政権）になるまで公表されなかった。ブラック・レポートは、260部複写された。ブラック・レポートは社会階層Vの男性の死亡率は、社会階層Iの男性の死亡率の2倍であることを示し、この格差は緩和ではなく拡大していると予測された。1987年に出版されたホワイトヘッド・レポート、そして1998年のアチソン・レポートはブラック・レポートと同様の結論を示した。

## 健康格差の現状
ブラックレポートは、英国では、1971年には、社会階級Vの成人男性（未熟練労働者）の死亡率は、社会階級Iの成人男性（専門職労働者）の死亡率のほぼ2倍、結核では、社会階級Vの死亡率は社会階級Iの10倍、気管支炎の場合は5倍、肺がんと胃がんの場合は3倍、1971年の新生児死亡率（生後1か月以内の死亡）は、社会階級Vの父親の子供たちの社会階級Iの2倍、これらの健康格差は更に拡大の傾向が見られると報告した。

## 健康格差の原因
ブラック・レポートでは、健康格差を説明する4つの可能性を挙げている。
1. アーチファクト
健康格差は、現実には存在せず、階層や健康の評価方法によるものである。
2. セレクション・プロセス
この説明は、病弱な人々は階層を漂流するという考え方である。この分析に基づくと、健康は階層を決定する。
3. ライフスタイルの影響 (生活様式効果)
喫煙や薬物乱用といった危険な振る舞いは、社会的な分布において、低い階層に偏っている。
4. 物質的構造主義的要因
これは、貧困や健康上の不利の影響を強調する。

現在、アーチファクトとセレクション・プロセスは否定されている。ライフスタイルの影響と物質構造主義的要因は、健康の社会的決定要因に統合されている。